# Gabinete Plenković III
El decimosexto gobierno de Croacia (en croata: Šesnaesta Vlada Republike Hrvatske) es el gobierno de la República de Croacia desde 17 de mayo de 2024, bajo la 11 legislatura del Parlamento.
Está dirigido por el conservador Andrej Plenković, nuevamente vencedor de las elecciones legislativas por mayoría relativa, y constituye un gobierno minoritario junto con el Movimiento de la Patria. Sucede al XV Gobierno también dirigido por Andrej Plenković.

## Antecedentes
Dirigido por el primer ministro conservador saliente Andrej Plenković, este gobierno está formado y apoyado por una coalición de derecha entre la Unión Democrática Croata (HDZ) y el Movimiento de la Patria (DP). Juntos tienen 75 escaños de 151, o 49,7% de escaños en el Parlamento. Goza de la confianza y apoyo de diputados de las minorías nacionales (excepto los serbios y los italianos) y de un independiente expulsado de los Soberanistas Croatas. Juntos tienen 5 diputados de 151, o 3,3% asientos. El gobierno fue investido mediante votación del Parlamento el 17 de mayo por 79 votos contra 61.
Se formó tras las elecciones legislativas del 17 de abril de 2024.
Sucede, por tanto, al XV Gobierno, formado y apoyado por una coalición entre el HDZ y el Partido Serbio Demócrata Independiente (SDSS), y apoyado desde el exterior por partidos pequeños y minorías nacionales.
Andrej Plenković encabezó el gobierno por tercera vez. El decimosexto gobierno de Croacia como un gobierno de coalición. La coalición fue formada por el partido gobernante Unión Democrática Croata (HDZ) y el Movimiento de la Patria (DP) de extrema derecha. Según el acuerdo de coalición entre estos partidos, el HDZ conserva los puestos de ministros del Interior y de Cultura. Integrantes del Movimiento de la Patria (DP), que entró por primera vez en el gobierno, encabezarán el Ministerio de Agricultura, el nuevo Ministerio de Demografía y parte del Ministerio de Economía, que ha sido dividido en dos nuevos ministerios. En total, este gobierno cuenta con 18 ministros. La mayoría de los ministros de la Unión Democrática Croata (HDZ) del anterior gobierno de Plenković permanecieron en sus cargos, sólo se añadió un nuevo funcionario gubernamental.

## Apoyo parlamentario[4]
| Cámara | Candidato        | Fecha                                      | Voto |    |    |    |    | MOST |   |   |   |   |   |   | HS |   | IDS | Ind. | Total  |
| ------ | ---------------- | ------------------------------------------ | ---- | -- | -- | -- | -- | ---- | - | - | - | - | - | - | -- | - | --- | ---- | ------ |
| Sabor  | Andrej Plenković | 17 de mayo de 2024 Mayoría simple (76/151) | Sí   | 57 |    | 11 |    |      |   | 3 | 3 |   | 3 |   |    |   | 1   | 1    | 79/151 |
| Sabor  | Andrej Plenković | 17 de mayo de 2024 Mayoría simple (76/151) | No   |    | 37 |    | 10 | 6    | 4 |   |   |   |   | 2 | 2  |   |     |      | 61/151 |
| Sabor  | Andrej Plenković | 17 de mayo de 2024 Mayoría simple (76/151) | Abs. |    |    |    |    |      |   |   |   |   |   |   |    | 1 |     |      | 1/151  |
| Sabor  | Andrej Plenković | 17 de mayo de 2024 Mayoría simple (76/151) | Aus. |    |    |    |    | 1    |   |   |   | 3 |   | 1 | 1  | 2 | 2   |      | 10/151 |

## Gabinete ministerial
Unión Democrática Croata
     Movimiento de la Patria
     Independientes

### Presidente del Gobierno de la República de Croacia
| Fotografía | Presidente       | Período                                       | Período     | Partido | Partido |
| Fotografía | Presidente       | Inicio                                        | Fin         | Partido | Partido |
| ---------- | ---------------- | --------------------------------------------- | ----------- | ------- | ------- |
|            | Andrej Plenković | 19 de octubre de 2016 (del Anterior Gobierno) | En el cargo |         |         |

### Vicepresidentes del Gobierno de la República de Croacia
| Fotografía | Vicepresidentes | Período                                     | Período             | Partido | Partido |
| Fotografía | Vicepresidentes | Inicio                                      | Fin                 | Partido | Partido |
| ---------- | --------------- | ------------------------------------------- | ------------------- | ------- | ------- |
|            | Tomo Medved     | 23 de julio de 2020 (del Anterior Gobierno) | En el cargo         |         |         |
|            | Davor Božinović | 9 de junio de 2017 (del Anterior Gobierno)  | En el cargo         |         |         |
|            | Oleg Butković   | 23 de julio de 2020 (del Anterior Gobierno) | En el cargo         |         |         |
|            | Ivan Anušić     | 17 de mayo de 2024                          | En el cargo         |         |         |
|            | Branko Bačić    | 17 de mayo de 2024                          | En el cargo         |         |         |
|            | Marko Primorac  | 17 de mayo de 2024                          | En el cargo         |         | Ind     |
|            | Josip Dabro     | 17 de mayo de 2024                          | 18 de enero de 2025 |         |         |
|            | David Vlajčić   | 11 de febrero de 2025                       | En el cargo         |         |         |

### Ministerios
| Ministerio                                                  | Fotografía | Titular               | Período                                         | Período                | Partido | Partido |
| Ministerio                                                  | Fotografía | Titular               | Inicio                                          | Fin                    | Partido | Partido |
| ----------------------------------------------------------- | ---------- | --------------------- | ----------------------------------------------- | ---------------------- | ------- | ------- |
| Agricultura, Silvicultura y Pesca                           |            | Josip Dabro           | 17 de mayo de 2024                              | 18 de enero de 2025    |         |         |
| Agricultura, Silvicultura y Pesca                           |            | David Vlajčić         | 11 de febrero de 2025                           | En el cargo            |         |         |
| Asuntos Exteriores y Europeos                               |            | Gordan Grlić Radman   | 22 de julio de 2019 (del Anterior Gobierno)     | En el cargo            |         |         |
| Ciencia, Educación y Juventud                               |            | Radovan Fuchs         | 23 de julio de 2020 (del Anterior Gobierno)     | En el cargo            |         |         |
| Cultura y Medios                                            |            | Nina Obuljen Koržinek | 19 de octubre de 2016 (del Anterior Gobierno)   | En el cargo            |         | Ind     |
| Defensa                                                     |            | Ivan Anušić           | 16 de noviembre de 2023 (del Anterior Gobierno) | En el cargo            |         |         |
| Demografía e Inmigración                                    |            | Ivan Šipić            | 17 de mayo de 2024                              | En el cargo            |         |         |
| Desarrollo Regional y Fondos de la Unión Europea            |            | Šime Erlić            | 17 de enero de 2023 (del Anterior Gobierno)     | En el cargo            |         |         |
| Economía                                                    |            | Ante Šušnjar          | 17 de mayo de 2024                              | En el cargo            |         |         |
| Finanzas                                                    |            | Marko Primorac        | 15 de julio de 2022 (del Anterior Gobierno)     | En el cargo            |         | Ind     |
| Interior                                                    |            | Davor Božinović       | 9 de junio de 2017 (del Anterior Gobierno)      | En el cargo            |         |         |
| Justicia, Administración y Transformación Digital           |            | Damir Habijan         | 2 de mayo de 2024 (del Anterior Gobierno)       | En el cargo            |         |         |
| Mar, Transportes e Infraestructuras                         |            | Oleg Butković         | 19 de octubre de 2016 (del Anterior Gobierno)   | En el cargo            |         |         |
| Ordenación del Territorio, Construcción y Bienes del Estado |            | Branko Bačić          | 17 de enero de 2023 (del Anterior Gobierno)     | En el cargo            |         |         |
| Protección del Medio Ambiente y Transición Ecológica        |            | Marija Vučković       | 26 de octubre de 2022 (del Anterior Gobierno)   | En el cargo            |         |         |
| Salud                                                       |            | Vili Beroš            | 11 de marzo de 2022 (del Anterior Gobierno)     | 6 de diciembre de 2024 |         |         |
| Salud                                                       |            | Irena Hrstić          | 6 de diciembre de 2024                          | En el cargo            |         |         |
| Trabajo, Sistema de Pensiones, Familia y Política Social    |            | Marin Piletić         | 29 de abril de 2022 (del Anterior Gobierno)     | En el cargo            |         |         |
| Turismo y Deportes                                          |            | Tonči Glavina         | 17 de mayo de 2024                              | En el cargo            |         |         |
| Veteranos de Croacia                                        |            | Tomo Medved           | 19 de octubre de 2016 (del Anterior Gobierno)   | En el cargo            |         |         |